# 볼보 B7TL
볼보 B7TL(영어: Volvo B7TL)은 볼보버스에서 1999년부터 2006년까지 생산했던 2층 버스이다.

## 사진

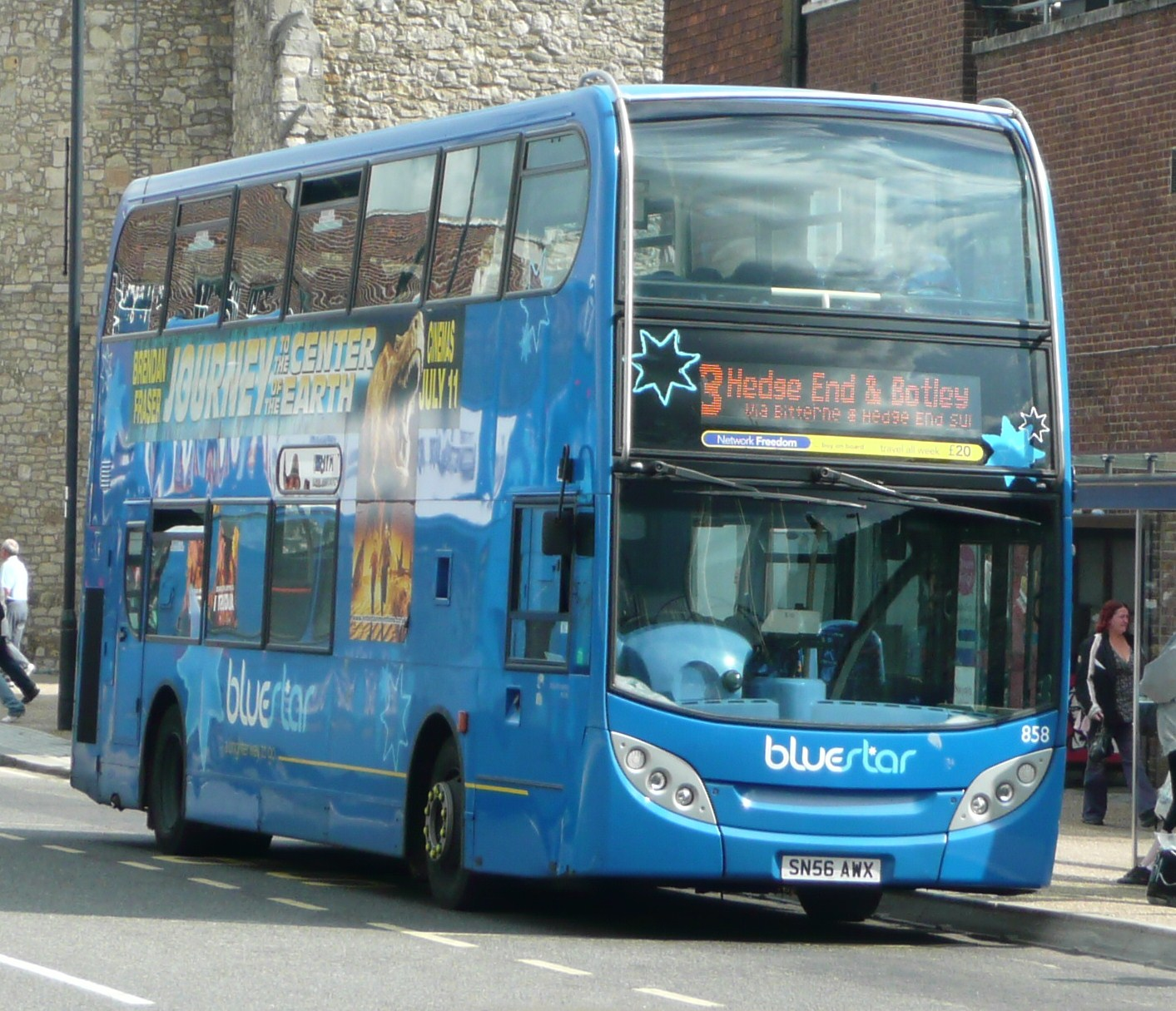

## 같이 보기
- 스카니아 옴니데카
- 버스 목록